# Редбрідж (станція метро)
51°34′34″ пн. ш. 0°02′43″ сх. д. / 51.576111° пн. ш. 0.045278° сх. д.
Редбрідж (англ. Redbridge) — станція Центральної лінії Лондонського метрополітену. Станція знаходиться у Редбрідж, Редбрідж, Лондон, у 4-й тарифній зоні, на петлі Гаїнолт між метростанціями — Гантс-гілл та Вонстед. У 2018 році пасажирообіг станції — 2,79 млн пасажирів.
- Конструкція станції — двопрогінна колонна станція мілкого закладення з однією острівною платформою на дузі.
- 14 грудня 1947: відкриття станції

## Пересадки
На автобуси London Buses маршрутів: 66, 145 та 366.

## Послуги
| Попередня станція | Лінія | Лінія                                           | Лінія | Наступна станція |
| ----------------- | ----- | ----------------------------------------------- | ----- | ---------------- |
| Гантс-гілл        |       | Лондонське метро Центральна лінія петля Гаїнолт |       | Вонстед          |